# Buitenveldert
Buitenveldert ist ein Wohnviertel im Stadtteil Zuideramstel (Stadtbezirk: Amsterdam-Zuid) (Provinz Nordholland) und zählte 2022 22.650 Einwohner.

## Geschichte
Als Teil des Allgemeinen Ausbreitungsplanes (niederländisch Algemeen Uitbreidungsplan, kurz A.U.P.) von 1935 wurde beschlossen, dass eine Erweiterung der Stadt Amsterdam ebenfalls im südlichen Teil notwendig war. 1958 wurde damit begonnen Buitenveldert als südliche Gartenstadt (niederländisch zuidelijke Tuinstad) anzulegen und 1959 konnten die ersten Wohnungen bezogen werden.
An der östlichen Seite des Stadtteiles liegt der Amstelpark. Hier wurde 1972 die Floriade ausgerichtet. Von westlicher nach östlicher Richtung erstreckt sich der Gijsbrecht van Aemstelpark der eine ökologische Verbindung zwischen dem Amsterdamse Bos und dem Amstelpark formt. Das Viertel kennzeichnet sich durch viele Grünanlagen, freistehende Villen und eine relativ ruhige Wohngegend aus. Die Freie Universität Amsterdam mit angeschlossenem Krankenhaus und das Einkaufszentrum „Gelderlandplein“ befinden sich in Buitenveldert sowie eine große Tennisanlage mit Tennishalle, ein Friedhof, eine christliche Schule, eine öffentliche Bibliothek, ein Büchermarkt und die Kirchen: St. Augustinus, De Goede Herder, Pelgrimskerk und De Buitenhof. Das Viertel hat eine große Anzahl jüdischer Bewohner, mit Synagogen, eigenen Schulen, Geschäften sowie viele japanische Einwohner mit ebenfalls eigenen Geschäften und Lokalen. Zahlreiche Firmen suchten für ihre ausländischen Mitarbeiter Wohnungen und durch die guten Verkehrsverbindungen und die ruhige Lage war Buitenveldert ein geeignetes Viertel.
Sehenswürdigkeiten sind die Riekermolen (deutsch Riekermühle) sowie in der Nähe das Standbild von Rembrandt van Rijn.
Bürgerinitiativen sind die türkische Gruppe Aktief, die Frauenorganisation Interculturele Vrouwengroup, eine homosexuelle Initiative mit dem Namen Homogroep Zuid sowie die marokkanische Gruppe De Gouden Rivier.
Verschiedene Buslinien des öffentlichen Verkehrs verbinden Buitenveldert mit Amsterdam-Centrum, Amstelveen, Uithoorn und Aalsmeer und die Straßenbahnen (niederländisch Tram) Nr. 16 (seit 2003) und die Nr. 24 (seit 2006).
Buitenveldert liegt in der Anflugschneise des Flughafens Schiphol. Deswegen erhielt die Start- und Landebahn 09/27, welche von den Buitenveldert überfliegenden Flugzeugen genutzt wird, die offizielle Bezeichnung Buitenveltertbaan.